# Erster Wiener Consum-Verein
Der Erste Wiener Consum-Verein war eine 1862 bis 1939 bestehende bürgerliche Konsumgenossenschaft in Wien.
Aus bescheidenen Anfängen im Rahmen einer Initiative höherer Eisenbahnbeamter entwickelte sich der Erste Wiener Consum-Verein in der Zeit vor dem Ersten Weltkrieg zu einem der führenden Einzelhandelsunternehmen Wiens. Einer der ersten Förderer und auch tatkräftiger Präsident des Vereins war der Direktor der Südbahn-Gesellschaft Friedrich Schüler. Die Genossenschaft orientierte sich hauptsächlich an der Zielgruppe der besser verdienenden Beamten und der bürgerlichen Oberschicht, entsprechend gediegen bis luxuriös waren ihre Verkaufslokale.
Im Jahr 1912, zum fünfzigjährigen Jubiläum, hatte sie etwa 55.000 Mitglieder aufzuweisen.
Gegenüber den etablierten Arbeiterkonsumgenossenschaften (Erster Niederösterreichischer Arbeiter-Konsumverein, gegründet 1864 und dem Arbeiter-Spar- und Consumverein Fünfhaus, gegründet 1865) und erst recht gegenüber dem stark politisierten Konsumverein Vorwärts bestand lange Zeit Distanz, wenn auch nicht unmittelbare Konkurrenz. Der Erste Wiener Consum-Verein legte Wert auf strikte politische Rochdale-Neutralität und verblieb auch nach Gründung des Konsumverbandes beim „Allgemeinen Verband“ der Erwerbs- und Wirtschaftsgenossenschaften.
1905 kam eine Strömung zur Herbeiführung innerer Reformen zutage. Karl Renner beteiligte sich hier auf Versammlungen mit konkreten Vorschlägen. Der Erste Weltkrieg, der Zerfall der Habsburgermonarchie und die darauf folgende Pauperisierung des Mittelstands, namentlich der Beamtenschaft, stürzten den Ersten Wiener Consum-Verein in eine bedrohliche Krise. Zwar stiegen in der Kriegs- und unmittelbaren Nachkriegszeit die Mitgliederzahlen auf über 100.000 (1921–24). Während aber die zur Arbeiterbewegung zählenden Genossenschaften des Konsumverbands, speziell die Konsumgenossenschaft Wien und Umgebung (KGW) damals erfolgreich wirtschafteten, geriet der Erste Wiener Consum-Verein zweimal, zuerst in der Mitte der 1920er-Jahre und dann nochmals in der Weltwirtschaftskrise in Insolvenz und musste 1926 und 1935 Ausgleichsverfahren hinnehmen.
Die vom Verbandsobmann des Konsumverbandes Karl Renner langfristig anvisierte Integration in die KGW fand schließlich 1939 unter der Ägide der NS-Ideologie der „Volksgemeinschaft“ im Zuge der Gleichschaltung statt. Sie mündete im Versorgungsring Wien. Nach dem Zweiten Weltkrieg gingen ihre Abgabestellen des Consum-Vereins in der KGW auf.